# ロサリン・アンヘレス
ロサリン・エリナ・アンヘレス・ロハス（Rosalín Elina Ángeles Rojas、女性、1985年7月23日 - ）は、ドミニカ共和国の元バレーボール選手。ポジションはセッター。元ドミニカ共和国代表。

## 来歴
2003年、ドミニカ共和国代表に初選出される。同年のパンアメリカンゲームズ代表デビューを飾り、金メダルを獲得した。2007年のワールドグランプリ、2014年の世界選手権などに出場した。

## 球歴
- 世界選手権 - 2014年
- ワールドグランプリ - 2007年、2014年
- 北中米選手権 - 2007年

## 所属クラブ
- Deportivo Nacional （2002–2003年）
- Mirador（2004-2005年）
- Bameso（2005-2006年）
- Deportivo Nacional（2007-2008年）
- Cantabria Infinita（2010-2011年）